# 柷

『古今図書集成』に見える柷

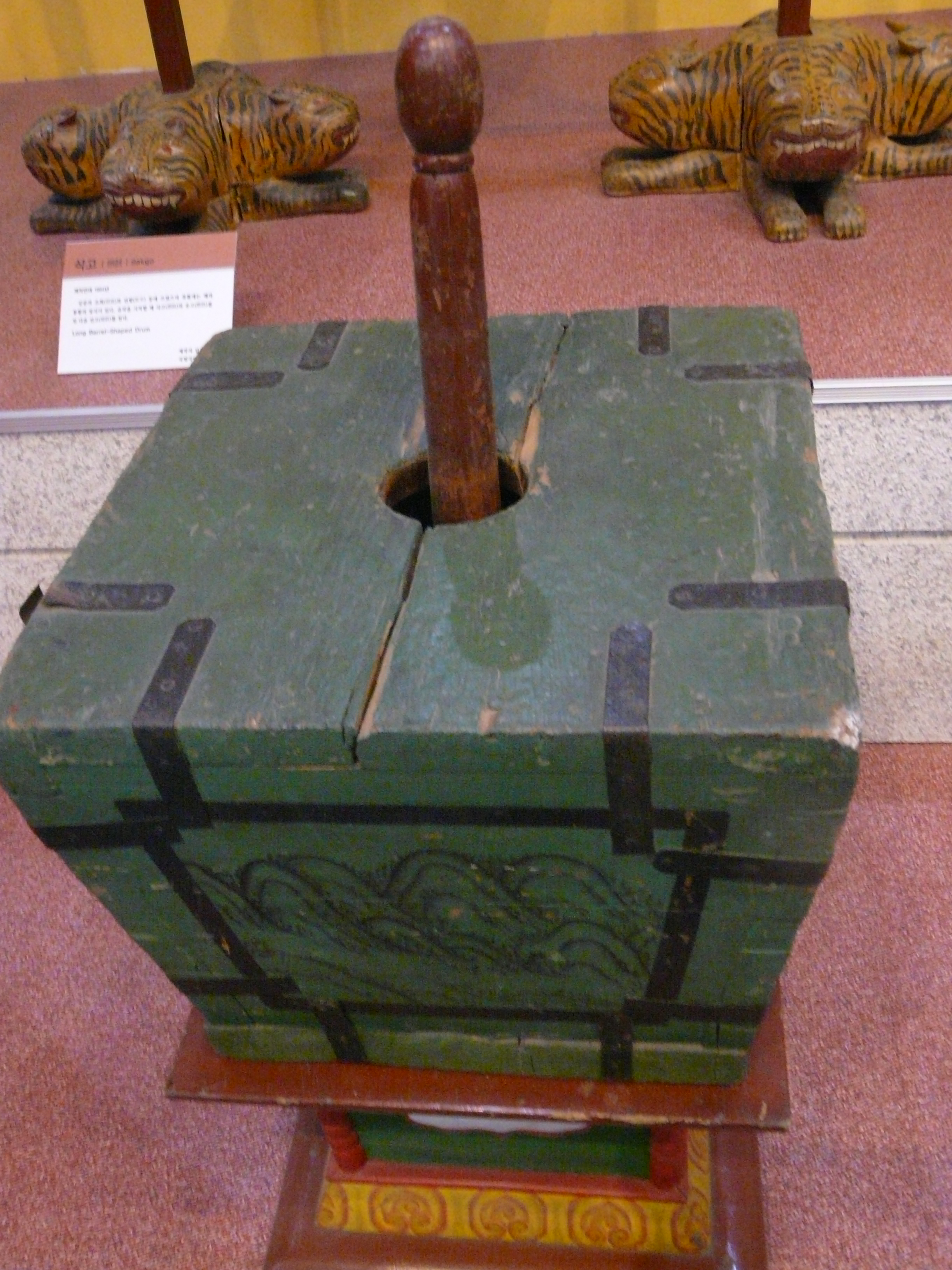
朝鮮の雅楽で使われる柷

柷（しゅく、拼音: zhù ジュー、朝鮮語: 축 チュク）は、中国の雅楽および朝鮮の雅楽において用いられる伝統的な打楽器。敔とともに八音の木に属し、音楽の開始を表すために用いられる。

## 概要
柷は木製で、四角く上部があいた枡のような形をしている。木製の棒で内側を叩いて音を出す。
柷は音楽の開始を、敔は音楽の終了を知らせるために用いられる。
文献では早く『詩経』や『書経』に見えている。